# ペーパーわんこ
ペーパーわんことは、1999年にイラストレーター・絵本作家のいしかわこうじが開発した、紙でできた小さな犬。続いていしかわは、ペーパーにゃんこ、ペーパーどうぶつも開発した。

## 概要

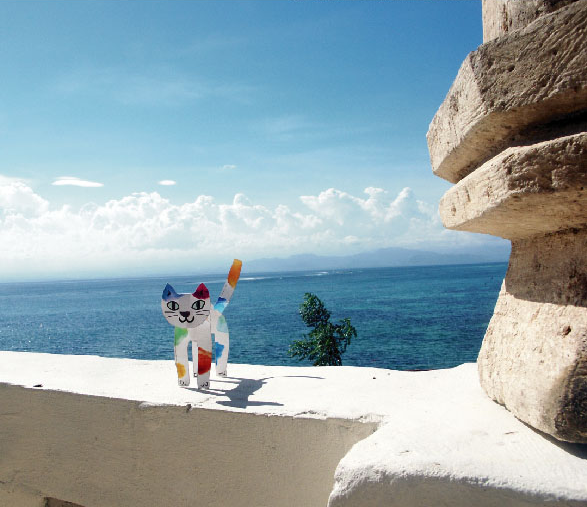
ペーパーにゃんこ

体長 12 cm ほどの大きさのイヌで、4〜5個程度のパーツでできたペーパークラフト（紙の彫刻）である。
通常のペーパークラフトでは、多くのパーツを組み上げてリアルさを追求したものが多いが、ペーパーわんこでは、最小限の個数のパーツをシンプルに組み上げ、俳句のような簡潔で美しいアートを指向している。
1999年、「日経クリック」誌に試作品が初めて掲載され、2002年、工作絵本「100ぴきのいぬがかえる本」（学習研究社）として刊行、本格的に世に出た。
これまでに、ライオン、ゾウ、イヌ、ネコ、ウサギ、キリン、ウマ、ウシ、リスなどが制作されている。
いしかわこうじは、ペーパーどうぶつを連れて世界中を旅して写真に撮るプロジェクトを展開中。ペーパーわんこ写真は、『朝日新聞』の生活情報誌「暮らしの風」誌の表紙として2004年〜2006年に連載されるなど、新感覚の写真として評価されている。またペーパーわんこを、等身大以上のサイズに大きく引き延ばして作った“巨大ペーパーわんこ”も、個展やTV番組等で発表されている。
ペーパーどうぶつをまとめた工作ブックの書籍化の計画も進行中。

## 年譜
- 1999年 - 日経クリック誌に、いしかわこうじが連載していたデジタルアートのコーナーで、ペーパーわんこの試作品が初めて掲載される。
- 2002年 -「100ぴきのいぬがかえる本」いしかわこうじ著（学習研究社）として出版。切り抜くと誰でも簡単にペーパーわんこが作れる本として注目される。ペーパーにゃんこ、ペーパーどうぶつも本格的に制作開始。
- 2003年 - 「ペーパーわんこのいるくらし」いしかわこうじ著（講談社）出版。
- 2004年 - イタリア・ボローニャ絵本原画展でペーパーわんこによるフォトストーリー「コタロウの旅」が入選。審査員ザビエル・パンゴーより絶賛される。朝日新聞社の生活情報誌「暮らしの風」の表紙としてペーパーわんこ写真が連載。
- 2004年 - 月刊「ピコロ」誌（学習研究社刊）にて、ペーパーどうぶつ写真とショートストーリー（制作、写真、文　いしかわこうじ）を連載する。香港のファッション情報誌「Tea」誌に、いしかわこうじとペーパーわんこ、ペーパーどうぶつ、ペーパーにゃんこの特集記事が掲載される。「Tea」誌のためのマスコットキャラクターも依頼され、ペーパーにゃんこで制作する。
- 2005年 -  「世界を旅するペーパーわんこ」いしかわこうじ著（河出書房新社）を出版。NHK「おしゃれ工房」に、いしかわこうじが出演。ペーパーわんこが紹介される。
- 2006年 - 台湾で「100ぴきのいぬがかえる本」が翻訳出版される。イタリア・ジェノバ自然史博物館の「不思議な動物」イラストレーション展に参加し、ペーパーわんこ写真を出品する。
- 2007年 - 「世界を旅するペーパーわんこ」が台湾で翻訳出版される。8月に愛知県の文化フォーラム春日井にて大規模な個展「いしかわこうじ・ペーパーわんこと仲間たち」展が開催。ペーパーわんこの他、油彩、水彩、デジタル版画、巨大ペーパーわんこ、ペーパーどうぶつ、ペーパーにゃんこ等が多数出品される。会場では、3D＋実写のアニメーションフィルム「ペーパーわんこ　カプチーノのさがしもの」（制作・ガレージフィルム）が世界初公開された。2008年版の大阪ガス（株）のカレンダーを、ペーパーどうぶつ写真で制作。